# Sistema de ligas de fútbol de Andorra
La Pirámide del Fútbol en Andorra consta de dos niveles en sus torneos masculinos. Los campeonatos son organizados por la Federación Andorrana de Fútbol.

### Masculino
- Primera División: conocida oficialmente como la Primera Divisió, es la primera categoría del fútbol andorrano, que rige desde el año 1995[1] (un año después de la fundación de la FAF[2]).
- Segunda División: conocida oficialmente como la Segona Divisió, es la segunda categoría en el sistema de ligas andorrano. Está compuesta por 6 clubes, de la cual el campeón asciende directamente a la Primera División, y el subcampeón juega una promoción contra el penúltimo clasificado de la primera división.

## Pirámide
| Categoría | Ligas o divisiones                                                                               |
| --------- | ------------------------------------------------------------------------------------------------ |
| 1         | Primera División de Andorra (Primera Divisió) 10 equipos hay un descenso directo y uno indirecto |
| 2         | Segunda División de Andorra (Segona Divisió) 6 equipos hay un ascenso directo y uno indirecto    |

### Evolución histórica
| Evolución histórica del fútbol profesional en Andorra | Evolución histórica del fútbol profesional en Andorra | Evolución histórica del fútbol profesional en Andorra |
| ----------------------------------------------------- | ----------------------------------------------------- | ----------------------------------------------------- |
| Período                                               | Primera categoría                                     | Segunda categoría                                     |
| 1995-1999                                             | Lliga andorrana de futbol                             | No existía                                            |
| 1999-Presente                                         | Primera División de Andorra                           | Segunda División de Andorra                           |

## Copas nacionales actuales
- Copa Constitució: es la copa nacional del fútbol andorrano, organizada por la Federación Andorrana de Fútbol.
- Supercopa de Andorra: competición que enfrenta al campeón de  Liga y al campeón de Copa.